# 天下野村
天下野村（けがのむら）は茨城県久慈郡にかつて存在した村である。

## 地理
- 旧水府村、現在の常陸太田市の北部に位置する。
- 村域は阿武隈高地の一部に位置し、山がちな地形。

## 歴史

### 村域の変遷
- 1889年（明治22年）4月1日 - 町村制施行により、天下野村・上高倉村・下高倉村が合併し久慈郡天下野村が発足。
- 1896年（明治29年）5月28日 - 天下野村の一部（上高倉・下高倉）が分立し高倉村が発足。天下野村の大字は天下野のみとなる。
- 1956年（昭和31年）9月30日 - 天下野村は高倉村・水府村ととも合併し水府村が発足。天下野村は消滅。

変遷表
| 1868年 以前 | 1868年 以前 | 明治22年 4月1日 | 明治29年 5月28日 | 昭和31年 9月30日 | 平成16年 12月1日  | 現在       |
| ----------- | ----------- | --------------- | ---------------- | ---------------- | ----------------- | ---------- |
|             | 天下野村    | 天下野村        | 天下野村         | 水府村           | 常陸太田市 に編入 | 常陸太田市 |
|             | 上高倉村    | 天下野村        | 高倉村 が分立    | 水府村           | 常陸太田市 に編入 | 常陸太田市 |
|             | 下高倉村    | 天下野村        | 高倉村 が分立    | 水府村           | 常陸太田市 に編入 | 常陸太田市 |

## 人口・世帯
※1896年以前は高倉村分も含む。

### 人口
総数 [単位： 人]
| 1891年（明治24年） | 3,748 |
| 1920年（大正 9年） | 2,572 |
| 1935年（昭和10年） | 2,805 |
| 1950年（昭和25年） | 3,129 |

### 世帯
総数 [単位： 世帯]
| 1920年（大正 9年） | 592 |
| 1935年（昭和10年） | 552 |
| 1950年（昭和25年） | 662 |